# Giuseppe Scognamiglio
Giuseppe Scognamiglio (Napoli, 1963) è un diplomatico e imprenditore italiano, fondatore e direttore della rivista di geopolitica eastwest.

## Biografia
Laureato in Giurisprudenza, diventa giornalista pubblicista e ottiene l'abilitazione ad esercitare l'attività di avvocato. È diplomato in pianoforte al Conservatorio di San Pietro a Maiella. Ha collaborato con le cattedre di Diritto Internazionale e di Diritto Comunitario presso l'Università Federico II di Napoli, come ricercatore CNR. Ha effettuato testimonianze presso la Columbia University e Loyola University illustrando le profonde divisioni all’interno della società Ucraina, prodromiche dei conflitti che hanno poi caratterizzato la recente storia del Paese. È docente presso l'Università Luiss di Roma, dove insegna scenari geopolitici e rischio politico.

### Carriera Diplomatica
Diplomatico dal 1989, all'ufficio Nazioni Unite della Farnesina, si occupa di diritti dell'uomo e di pari opportunità. Dal '92 al '95 è Console a Smirne; in seguito è Consigliere Politico e Stampa presso l'Ambasciata d'Italia a Buenos Aires. Agli inizi degli anni 2000 è Consigliere Diplomatico per gli Affari Internazionali degli allora Ministri del Commercio e dell'Industria Piero Fassino e Enrico Letta. Successivamente è Capo Segreteria Tecnica del Ministro degli esteri Renato Ruggiero. Lascia la diplomazia attiva con il grado di Ministro Plenipotenziario.

### Finanza
Vice Presidente Esecutivo con responsabilità per gli Affari Istituzionali e Regolatori di Gruppo in Unicredit dal 2003. Entra nel Management Board di Unicredit nel 2010 e rappresenta la banca nel Comitato Esecutivo dell'ABI , facendosi promotore di una linea di dialogo non solo con le istituzioni italiane ma anche con le autorità comunitarie e spingendo per l’apertura del primo ufficio dell’associazione a Bruxelles . È stato membro del Board di Yapı Kredi e di UniCredit Bank Russia.

## Altre attività e incarichi
È stato Direttore generale del Comitato Promotore di Roma Expo 2030 .
È stato, dal 2022 al 2025, Presidente del Circolo degli Esteri di Roma.
È stato candidato alla Camera dei Deputati con la lista +Europa di Emma Bonino portando avanti un’idea di Europa protagonista degli scenari internazionali, coerente con la linea editoriale della rivista eastwest.
È stato membro del Board di Save the Children, ed è tutt'ora membro fondatore dell'associazione non profit "L'Altra Napoli" .